# Blentarps socken
Blentarps socken i Skåne ingick i Torna härad, ingår sedan 1974 i Sjöbo kommun och motsvarar från 2016 Blentarps distrikt.
Socknens areal är 49,68 kvadratkilometer varav 48,81 land. År 2000 fanns här 1 707 invånare.  Tätorten Blentarp med sockenkyrkan Blentarps kyrka ligger i socknen. 

## Administrativ historik
Socknen har medeltida ursprung. 
Vid kommunreformen 1862 övergick socknens ansvar för de kyrkliga frågorna till Blentarps församling och för de borgerliga frågorna bildades Blentarps landskommun. Landskommunen utökades 1952 och uppgick 1974 i Sjöbo kommun. Församlingen utökades 2006.
1 januari 2016 inrättades distriktet Blentarp, med samma omfattning som församlingen hade 1999/2000.  
Socknen har tillhört län, fögderier, tingslag och domsagor enligt vad som beskrivs i artikeln Torna härad. De indelta soldaterna tillhörde Södra skånska infanteriregementet, Färs kompani. 

## Geografi
Blentarps socken ligger sydost om Lund med Romeleåsens sluttning i sydväst, med Sövdesjön i öster och med Klingvallsån i norr. Socknen är en odlingsbygd mer kuperad i sydväst.

## Fornlämningar
Ett tiotal boplatser och lösfynd från stenåldern är funna.

## Namnet
Namnet skrevs 1491 Blenterop och kommer från kyrkbyn. Efterleden är torp, 'nybygge'. Förleden har oklar tolkning, möjligen kan den återgå till ett ord med betydelsen 'rund, tjock, framskjutande' syftande på en höjd vid kyrkan..